# 埃爾米拉 (愛達荷州)
埃爾米拉（英語：Elmira）是位於美國愛達荷州邦納縣的一個非建制地區。

## 地理
埃爾米拉的座標為48°28′47″N 116°27′45″W / 48.47972°N 116.46250°W，而該地的平均海拔高度為658米（即2151英尺）。